# Linovo
Linovo (en serbe cyrillique : Линово) est un village de Serbie situé dans la municipalité de Babušnica, district de Pirot. Au recensement de 2011, il comptait 64 habitants.

## Démographie
| 1948 | 1953 | 1961 | 1971 | 1981 | 1991 | 2002 | 2011 |
| ---- | ---- | ---- | ---- | ---- | ---- | ---- | ---- |
| 657  | 657  | 614  | 470  | 317  | 184  | 118  | 64   |

|  |